# Corporatocracia

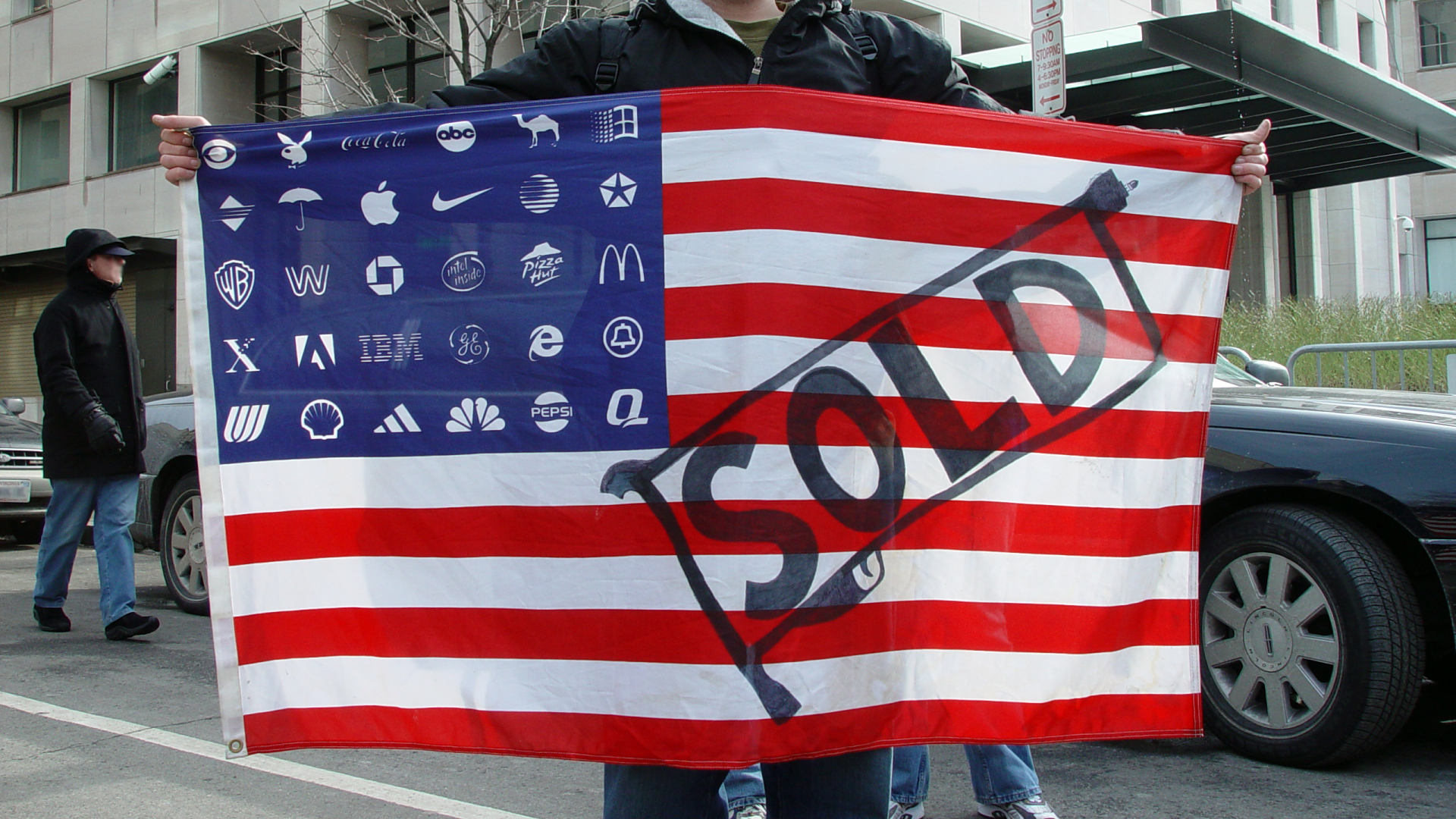
Manifestante sosteniendo la bandera corporativa estadounidense de Adbusters en la Investidura presidencial de George W. Bush en la capital Washington D. C.

Corporatocracia, o bien corporocracia, es el gobierno de las corporaciones, el cual es una denominación dada a un gobierno en el cual el poder ha sido transferido desde el Estado a las grandes corporaciones.
Los procesos de privatizaciones de las empresas públicas son generalmente el puntapié inicial de esta forma de gobierno, ya que el Estado pierde su poder regulador en la economía y los servicios públicos y las empresas tienen una mayor influencia en las decisiones del mismo.

## Definición

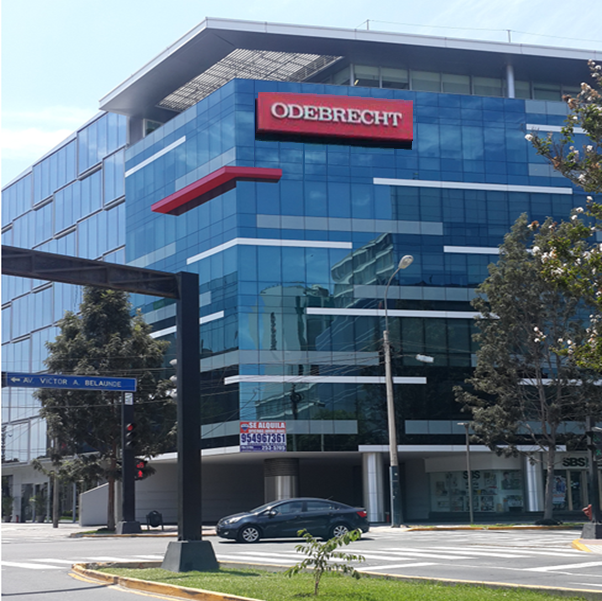
La Empresa Odebrecht es acusada de haber realizado coimas de dinero y sobornos, a funcionarios del gobierno de 12 países: Angola, Argentina, Colombia, Ecuador, Estados Unidos, Guatemala, México, Mozambique, Panamá, Perú, República Dominicana y Venezuela, para obtener beneficios en contrataciones públicas.

Corporatocracia no debe ser confundido con corporativismo. Corporatocracia es un neologismo derivado de la palabra inglesa "corporatocracy" (que algunas veces se escribe "corporocracy"). Esta palabra, acuñada por el global justice movement, describe el gobierno de una sociedad, en la cual, las personas en el poder toman decisiones favorables a las grandes corporaciones en detrimento del resto del pueblo. Ha sido utilizada por el economista Jeffrey Sachs al describir a los Estados Unidos como una corporatocracia en su libro El precio de una civilización, así como por el economista disidente John Perkins para designar al conglomerado estadounidense formado por determinados gobiernos, empresas y la banca.
En español, generalmente tomamos como corporación a una gran empresa o sociedad anónima de capitales multinacionales. De esta manera, en el sentido general, "corporatocracia" implica la existencia de un gobierno controlado por personas que administran o están íntimamente relacionadas con estas grandes empresas, buscando maximizar los beneficios de las mismas aún a costa de perder capital ambiental y/o social.
Por este concepto, a través del mecanismo de extracción de renta monopólica o extracción de renta oligopólica, estas grandes empresas son capaces de definir la agenda política nacional de los gobiernos de este tipo, debajo de una fachada de democracia. La corporatocracia reemplazaría a las antiguas estructuras de la democracia y la tecnocracia estatales en todo el mundo.